# Wola Marzeńska
Wola Marzeńska – wieś w sołectwie Niecenia, w gminie Sędziejowice, w powiecie łaskim, w woj. łódzkim.
W latach 1975–1998 miejscowość administracyjnie należała do województwa sieradzkiego.
7 września 1941 w pobliżu wsi rozstrzelano dziewięciu nieznanych więźniów z łódzkiego więzienia przy ul. Kopernika. Był to odwet za pożar we wsi 4 stogów siana. 
W Woli Marzeńskiej urodził się Paweł Romocki, minister kolei (1926) i komunikacji (1926–1928).

## Zabytki
Według rejestru zabytków Narodowego Instytutu Dziedzictwa na listę zabytków wpisane są obiekty:
- młyn wodno-elektryczny, k. XIX, nr rej.: 329/8/86 z 1.10.1986, drewniany młyn wodny nad rzeką Grabią, z dębową turbiną